# Kanabidiol
Kanabidiol (CBD) je kanabinoid prisutan u kanabisu. On je glavni sastojak biljke, koji sačinjava do 40% njenog ekstrakta.
On pokazuje sedativno dejstvo u testovima na životinjama. Neka istraživanja, međutim, indiciraju da CBD može da poveća budnost.
On može da umanji brzinu uklanjanja THC-a iz tela, verovatno putem ometanja metabolizma THC-a u jetri.
Pokazano je da omanjuje konvulzije, inflamaciju, anksioznost, i mučninu, kao i da inhibira rast ćelija kancera. Nedavne studije su pokazale da je kanabidiol efektivan kao atipični antipsihotik u tretmanu šizofrenije. Ispitivanja su takođe pokazala da olakšava simptome distonije.
Novembra 2007. je objavljeno da CBD redukuje rast agresivnih ljudskih ćelija raka dojke in vitro i da umanjuje njihovu invazivnost.
Od 2019. godine, klinička istraživanja o CBD-u su uključivala studije koje se odnose na anksioznost, kogniciju, poremećaje kretanja i bol, ali nema dovoljno visokokvalitetnih dokaza da je kanabidiol efikasan za ova stanja. Ipak, CBD je biljni dodatak ishrani koji se promoviše sa nedokazanim tvrdnjama o određenim terapeutskim efektima.

## Spoljašnje veze
- [http://www.erowid.org/plants/cannabis/cannabis_info2.shtml